# Planska ploča
Planska ploča se koristi za stezanje nesimetričnih obradaka ili obradaka velikog promjera na tokarilici.

## Alati za stezanje i pozicioniranje na tokarilici
Alati za stezanje i pozicioniranje na tokarilici osiguravaju pravilan položaj obratka u odnosu prema alatnom stroju i reznom alatu za vrijeme obrade. Ti alati jesu:
- stezna glava,
- planska ploča,
- tokarsko srce,
- lineta,
- jahač (konjić) s pinolom i steznim šiljkom
- čvrsti i podesivi oslonci.

### Stezne naprave za tokarenje
Pored uobičajenih i standardiziranih steznih naprava koje se nazivaju pomoćni pribor tokarilice (stezna glava, planska ploča, trn, čahura i druge), često su potrebne i posebne naprave za stezanje i držanje obradaka nepravilnog oblika (otkivci, odljevci). Za razliku od bušenja i glodanja, kod tokarenja se pokreće masivni obradak velikom brzinom vrtnje (brzina rezanja). Zbog navedenog treba paziti na sljedeća pravila:
- tijelo naprave treba biti što lakše, ali i dovoljno kruto;
- naprava treba biti što bolje uravnotežena (balansirana) i s točnom kružnošću vrtnje (udar);
- tokarski nož treba postaviti s malim krakom i čvrsto stegnuti;
- stezna sila mora biti dovoljna da se suprotstavi centrifugalnoj sili i pri velikom broju okretaja.

Oblik obratka i prethodna obrada su odlučujići za određivanje položaja u napravi. Kratki obradak u obliku diska oslanja se na čelnu plohu, a dugi na obodnu (plašt). Mjera l1 treba biti što duža, a mjera l2 što kraća da se smanji moment naginjanja. Sile stezanja moraju biti dovoljno velike da se suprotstave silama rezanja, a da pri tome ne izobliče (deformiraju) obradak. Ovo je posebno važno za tankostijene obratke.
Naprava se pričvršćuje na steznu glavu radnog vretena, u stožasti provrt vretena ili na plansku ploču. Za pričvršćenje naprave na glavu radnog vretena potrebna je međuploča koja olakšava podešavanje i ugradnju naprave na drugu tokarilicu s pripadajućom međupločom. Pričvršćenje u provrt radnog vretena koristi se samo za manje, a planska ploča za velike naprave. Naprave se dijele po načinu oslanjanja i stezanja na stezne trnove, stezne glave i ekscentrične naprave.